# Thibaudia costaricensis
Thibaudia costaricensis är en ljungväxtart som beskrevs av Hørold. Thibaudia costaricensis ingår i släktet Thibaudia och familjen ljungväxter. Inga underarter finns listade i Catalogue of Life.